# Aeschynomene vigil
Aeschynomene vigil är en ärtväxtart som beskrevs av Townshend Stith Brandegee. Aeschynomene vigil ingår i släktet Aeschynomene och familjen ärtväxter. Inga underarter finns listade i Catalogue of Life.